# بانک سونیری
بانک سونیری (انگلیسی: Soneri Bank) شرکت خدمات مالی و بانکداری پاکستانی است، که در سال ۱۹۹۱ تأسیس شد.